# Mourad Boularès
Mourad Boularès, né le 28 avril 1944 à Tunis et décédé le 21 mai 2012 à Paris 15e, est un handballeur international tunisien.
Il est le gardien de but de l'équipe nationale qui a notamment participé au championnat du monde en 1967.

## Parcours
Comme la plupart des handballeurs tunisiens des années 1960, il commence sa carrière à la Zitouna Sports. À la fin de la saison 1959-1960, son équipe connaît une grave crise et la plupart de ses joueurs rejoignent d'autres clubs. L'entraîneur Anouar Ousman le lance, à l'âge de seize ans, parmi les seniors pour remplacer Badreddine Ben Tita. Malgré son talent, son club se classe dernier et risque la relégation ; mais la dissolution de la section de handball de l'Union sportive tunisienne et de l'Effort sportif, après la vague d'émigration qui a suivi la crise de Bizerte, lui permet de rester parmi l'élite.
Le 8 février 1962, le nouvel entraîneur de l'équipe nationale, Djuzilibaric[Qui ?], l'appelle en sélection. Il attire alors l'attention et se fait engager par le Club africain. Il remporte plusieurs titres et s'impose en équipe nationale comme un élément de base. Mais il émigre en France en 1967, pour poursuivre ses études tout en pratiquant son sport favori, avant de s'y installer.

## Palmarès
- Championnat de Tunisie : 1965
- Coupe de Tunisie : 1964, 1965, 1966
- Championnat de Tunisie (juniors) : 1963
- Coupe de Tunisie (juniors) : 1963
- Jeux africains :  en 1965
- Participation au championnat du monde : 1967